# Olefirșciîna, Dîkanka
Olefirșciîna (în ucraineană Олефірщина) este un sat în comuna Velîki Budîșcea din raionul Dîkanka, regiunea Poltava, Ucraina.

## Demografie
Componența lingvistică a localității Olefirșciîna
     Ucraineană (95%)
     Rusă (5%)
Conform recensământului din 2001, majoritatea populației localității Olefirșciîna era vorbitoare de ucraineană (95%), existând în minoritate și vorbitori de rusă (5%).